# Kansk-Atschinsker Becken

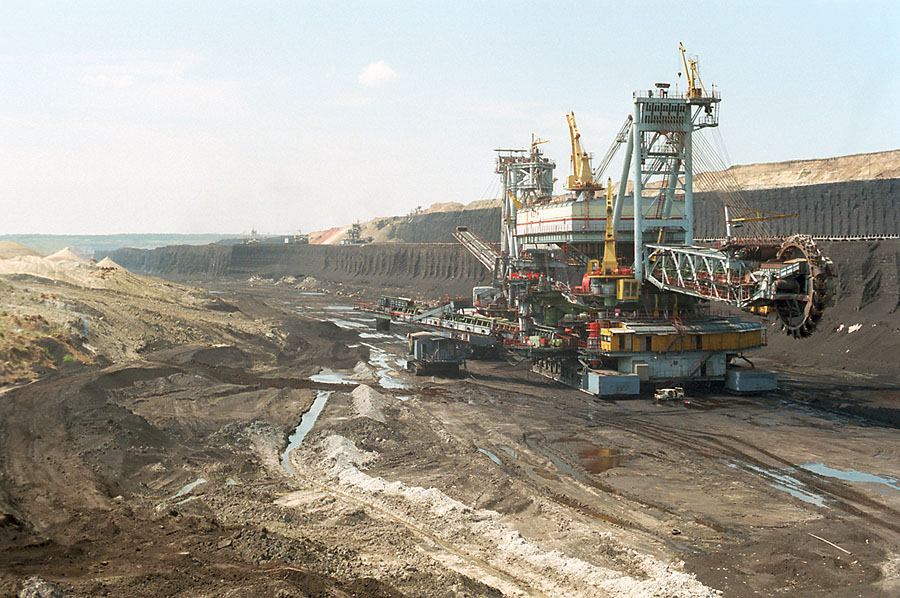
Tagebau bei Nasarowo

Das Kansk-Atschinsker Becken (russisch Канско-Ачинский угольный бассейн) ist ein Abbaugebiet für Braunkohle in Russland.
Es erstreckt sich über rund 700 Kilometer längs der Transsibirischen Eisenbahn von Itat in der Oblast Kemerowo über Atschinsk bis in den Raum von Kansk in der Region Krasnojarsk. Die Förderung erfolgt durch das Unternehmen SUEK im Tagebau. Im Kohlekraftwerk Berjosowskaja GRES wird die Kohle verstromt.